# Ermengol de Urgel
Ermengol de Urgel, obispo y santo, (Ayguatébia, segunda mitad del siglo X - Aristot Toloríu, 1035), fue obispo de la Seo de Urgel entre 1010 y 1035. 
Es el patrón de la diócesis de Urgel y de la ciudad, así como de la localidad de Pont de Bar y de otras localidades.

## Biografía
Ermengol era sobrino y fue sucesor de Sala, obispo de Urgel, perteneciente a la familia condal del Conflent. Estudió bellas artes, hizo la carrera eclesiástica y destacó por su piedad, sabiduría y bondad. Siendo muy joven fue nombrado arcediano de la catedral de Urgel y, más tarde, obispo de la misma. Fue obispo en el periodo 1010-1035. Desarrolló una destacada actividad espiritual y social. Su obispado se inicia con la reforma canónica catedralicia, a la que Ermengol dota de bienes propios ubicados en el Vallespir, la Cerdaña y el Alto Urgel. Dio a sus canónigos una regla de vida basada en la de san Agustín. Previa aprobación del papa Sergio IV, permitió la vida en común de los religiosos adscritos a su diócesis.
En 1010 en la localidad de Ivorra ocurrió un famoso milagro: mientras el párroco Bernat Oliver, que dudaba sobre la transustanciación, estaba celebrando la consagración, el vino se transmutó en sangre viva. El obispo Ermengol informó inmediatamente del milagro al papa Sergio IV. En 1426 se recogieron reliquias del milagro en un relicario y en 1663 se construyó un santuario.

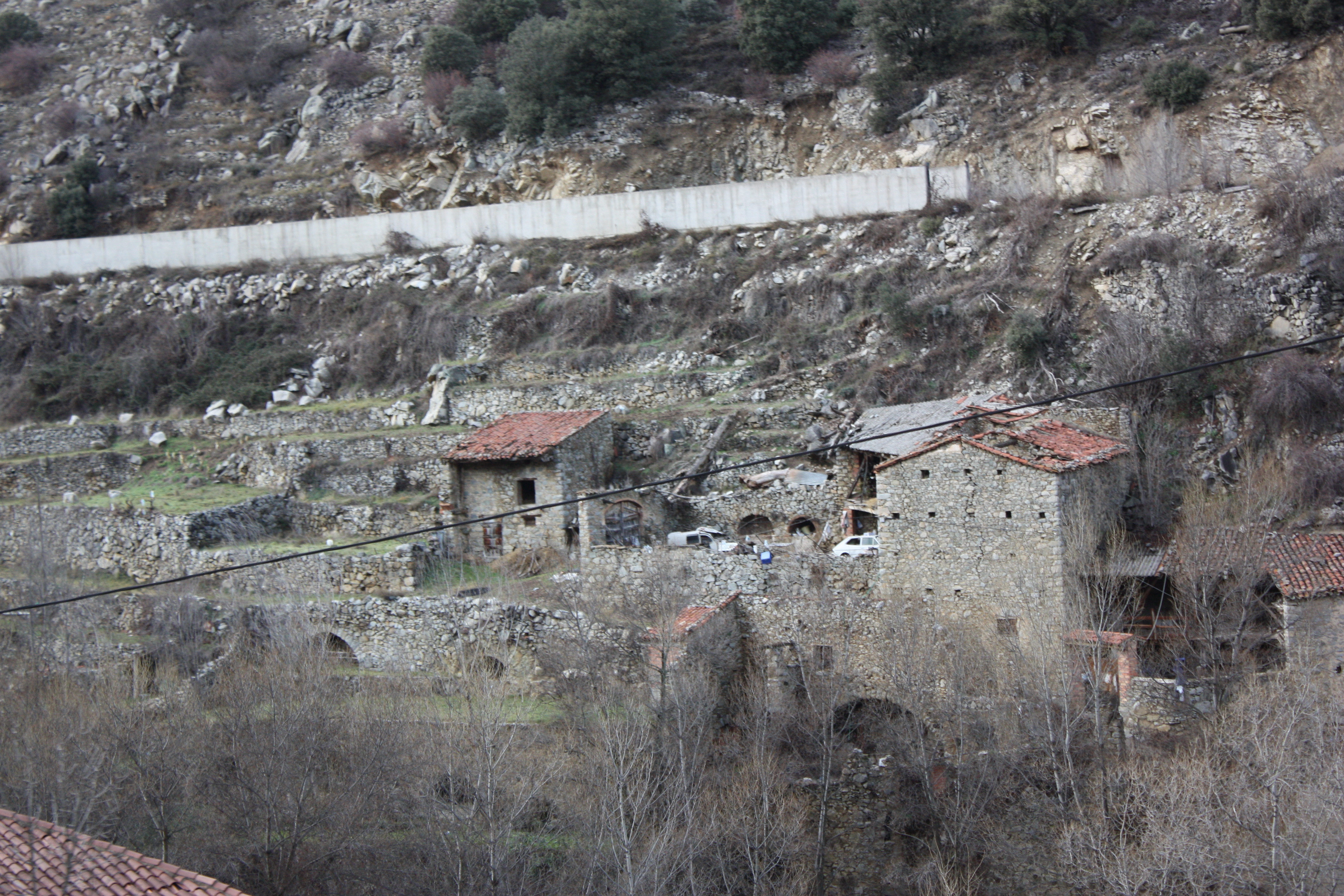
Restos del viejo Pont del Bar, donde falleció Ermengol.

En 1012 viajó a Roma para encontrarse con el papa Benedicto VIII, quien le confirmó en todos sus bienes y límites de la diócesis, incluyendo el pagus de Ribagorza. En 1017 consagró como obispo de Roda a Borrell, que le reconoció como superior jerárquico y le juró fidelidad. No dudaba en presentarse en juicios públicos tomando partido en contra de decisiones tomadas por la nobleza del condado de Urgel.
Durante su obispado favoreció la obra pública, incluyendo la construcción de puentes y caminos para la mejora de las comunicaciones en el Urgellet y entre Urgel y Cerdaña. Por ejemplo, las construcciones de los puentes de Congost de Tresponts y en el Pont de Bar Viejo. En este último lugar murió al perder el equilibrio y caer desde uno los andamios mientras trabajaba en la construcción del puente sobre el río Segre y golpearse la cabeza con unas piedras fracturándose el cráneo; otras fuentes dicen que se ahogó.
Según la leyenda, el cadáver de Ermengol subió por el río hasta la Seo de Urgel y una vez allí, las campanas se pusieron solas a repicar.

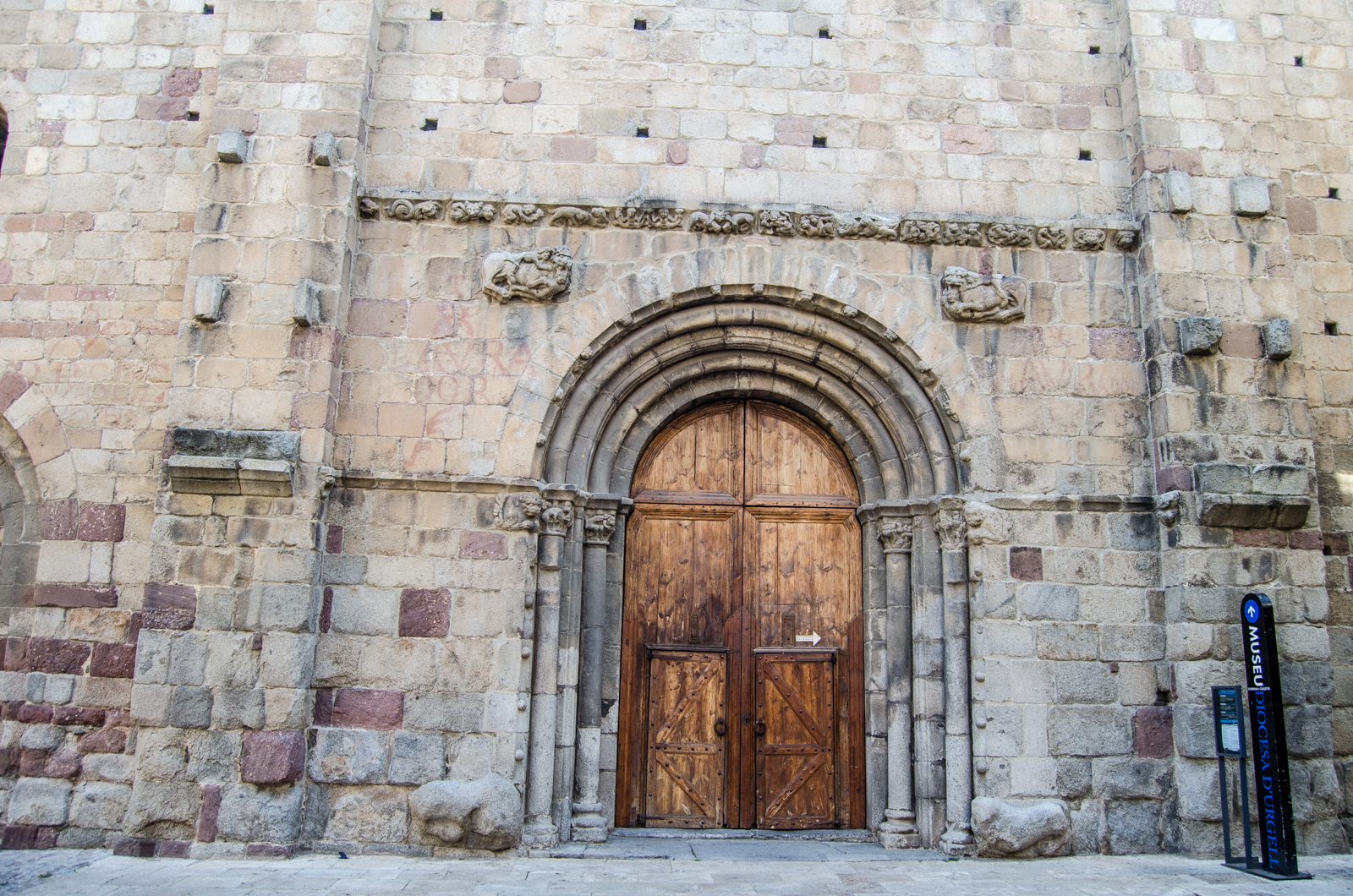
Portada de la catedral de la Seo de Urgel, lugar donde se enterró a San Ermengol.

Su tumba está en la cripta de la Catedral de Santa María de Urgel, junto con las de otros obispos urgelitanos.

## Devoción
Su festividad se celebra el 3 de noviembre. En 1044, poco después de su muerte, ya se le veneraba, constando que se le rendía culto. A lo largo de 10 días del mes de agosto se hace una representación plástica en el claustro de la catedral, el denominado Retablo de San Ermengol. Este retablo se representa desde los años 1950 y en él intervienen voluntarios de la Seo de Urgel. Es una obra de valor histórico para la cultura catalana.
Además de patrón de la Seo de Urgel, es también patrón menor de Ayguatébia.

## Nombres equivalentes en el santoral

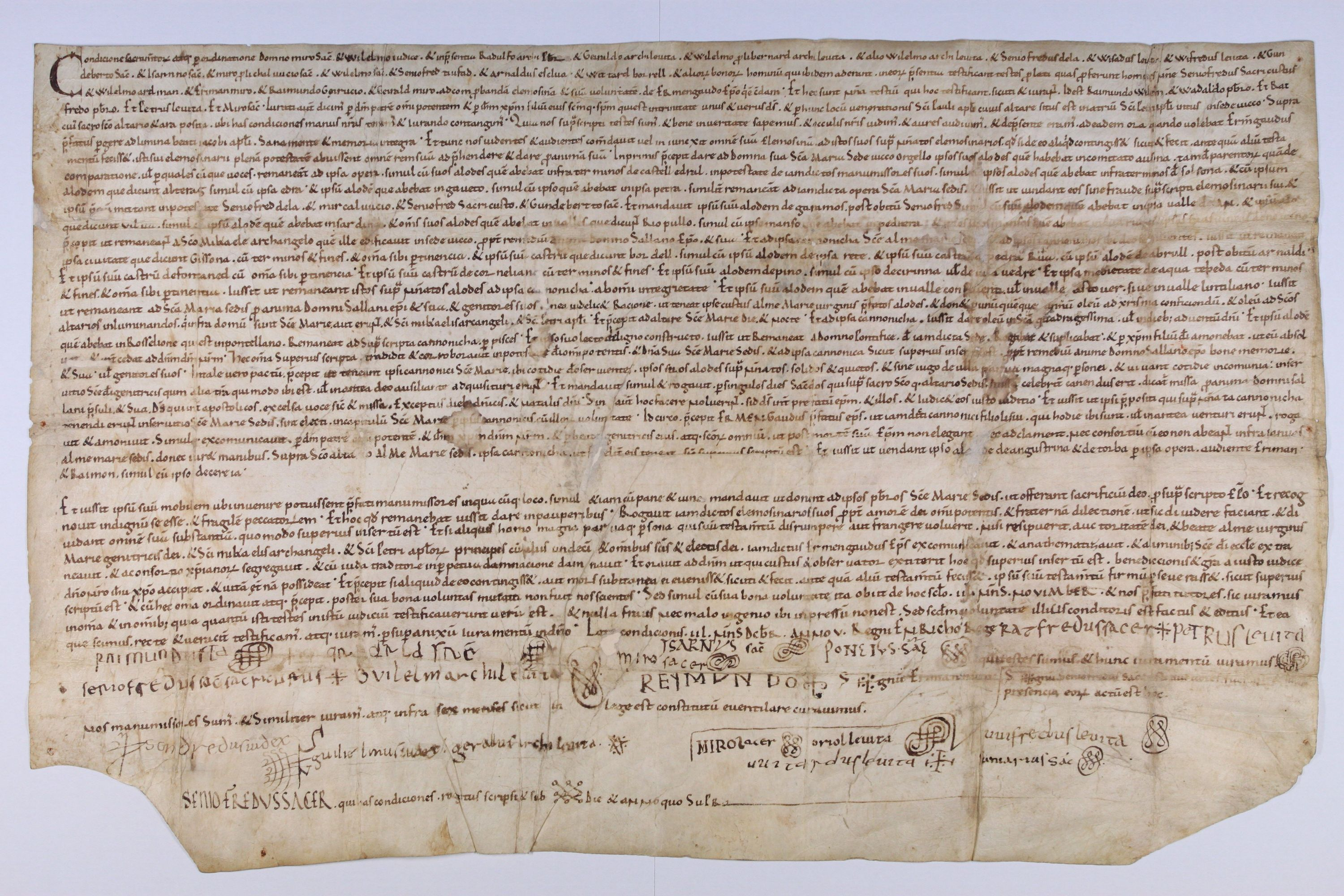
Testamento sacramental del obispo San Ermengol conservado en el Archivo Comarcal del Alto Urgel.

Hermenegaudio, Hermengaudio, Hermenegildo, Ermengaudo, Armengol.